# Al Tango
Al Tango ist eine polnische Band, die argentinischen Tango (sowohl in der Konzert – als auch in der Tanzversion), Tango-Lieder, Tangowalzer, Salon und Tango Milonga spielt.

## Geschichte
Die Band al Tango wurde 2004 gegründet. Der Manager der Band ist Paweł Wawrzyk und er ist auch für die Konzertprogramme zuständig. Er interessiert sich seit langem für Tango-Tanz und -Musik.
Die Mitglieder der Band al Tango sind Studenten und Absolventen der Fryderyk-Chopin-Musikakademie Warschau.

## Musikstil
Al Tango lässt sich von der reichen Tangotradition inspirieren. Die Mehrheit der von der Band gespielten Stücke kommen von der Goldener Tango-Ära, allerdings hat Al Tango auch Werke, die zeitgenössisch entstanden sind oder auf Bestellung der Band geschrieben wurden.
Der Stil von Al Tango vermischt die Nostalgie, die in den Tangos der Orchester von Osvaldo Pugliese und Aníbal Troilo zu sehen ist, die Romantik von Jerzy Petersburski, Astor Piazzollas Ungehorsamkeit und Unruhe, und gibt etwas von der moderner Ironie dazu.

## Diskographie
- CD – „Tangos der Welt“, die 2006 aufgenommen wurde

„Tangos der Welt“ besteht aus 19 originellen Tangos, die vom Sänger Piotr Rafałko in zwölf Sprachen: Polnisch, Spanisch, Russisch, Türkisch, Französisch, Finnisch, Jiddisch, Slowakisch, Rumänisch, Italienisch und Tschechisch gesungen werden.

## Errungenschaften
Die Band Al Tango trat zum ersten Mal auf einem Konzert zum Anlass des Fünften Jahrestages der Warschauer Milonga auf. Sie traten auf vielen Konzerten in Theatern und Klubs und auf Events und Tanzveranstaltungen auf, die von der Akademie des Argentinischen Tangos organisiert wurden.
Die Band nahm an verschiedenen Festivals in Polen teil, unter anderen an:
- dem 61. Internationales Chopinfestival in Duszniki-Zdrój 2006.
- dem II. Nationalen Festivals der Retro-Lieder in Krakau 2005 – die Band al Tango wurde mit dem Preis des Goldenen Blattes ausgezeichnet.
- dem III. Festival der Iberoamerikanischen Kultur in Warschau
- dem II. Internationalen Musikfestival „Costrinella“,
- dem I. Internationalen Festival des Argentinischen Tangos in Łódź,
- dem XXII. Festival der Orgel- und Kammermusik in Słupsk.

Im Sommer 2005 gab die Band al Tango eine Reihe von Konzerten, die vom Warschauer Jugendorchester Sinfonia Artis begleitet wurden. Die Konzerte wurden mit einem großen Applaus begleitet. Unter den speziell vorbereiteten Liedern befanden sich solche Tangos wie: La Cumparsita; Caminito; Oh, Donna Clara; Tango Milonga; Chitarra Romana; Ich küsse Ihre Hand Madame; Nostalgias; Przytul, uściśnij, pocałuj…; Счастье моё; Taquito militar; El Tango De Roxanne (Le Tango du Moulin Rouge).
2005 war die Band Gast beim Fernsehen und im Rundfunk. Eines ihrer Konzerte wurde live von Radio Białystok übertragen. Sie nahmen auch an der Sendung „Nokturn“ des II. Polnischen Rundfunks und in der Fernsehsendung „Kawa czy Herbata?“ teil.